# علف شتر
علف شتر (نام علمی: Centropodia) نام یک سرده از تیره گندمیان است.